# Oktjabrskaja (Kolzewaja-Linie)
Oktjabrskaja (russisch Октя́брьская, Ausspracheⓘ) ist ein U-Bahnhof der Metro Moskau. Er liegt an der Ringlinie der Metro und wurde am 1. Januar 1950 als Teil des ersten Bauabschnitts der Linie in Betrieb genommen.

## Beschreibung

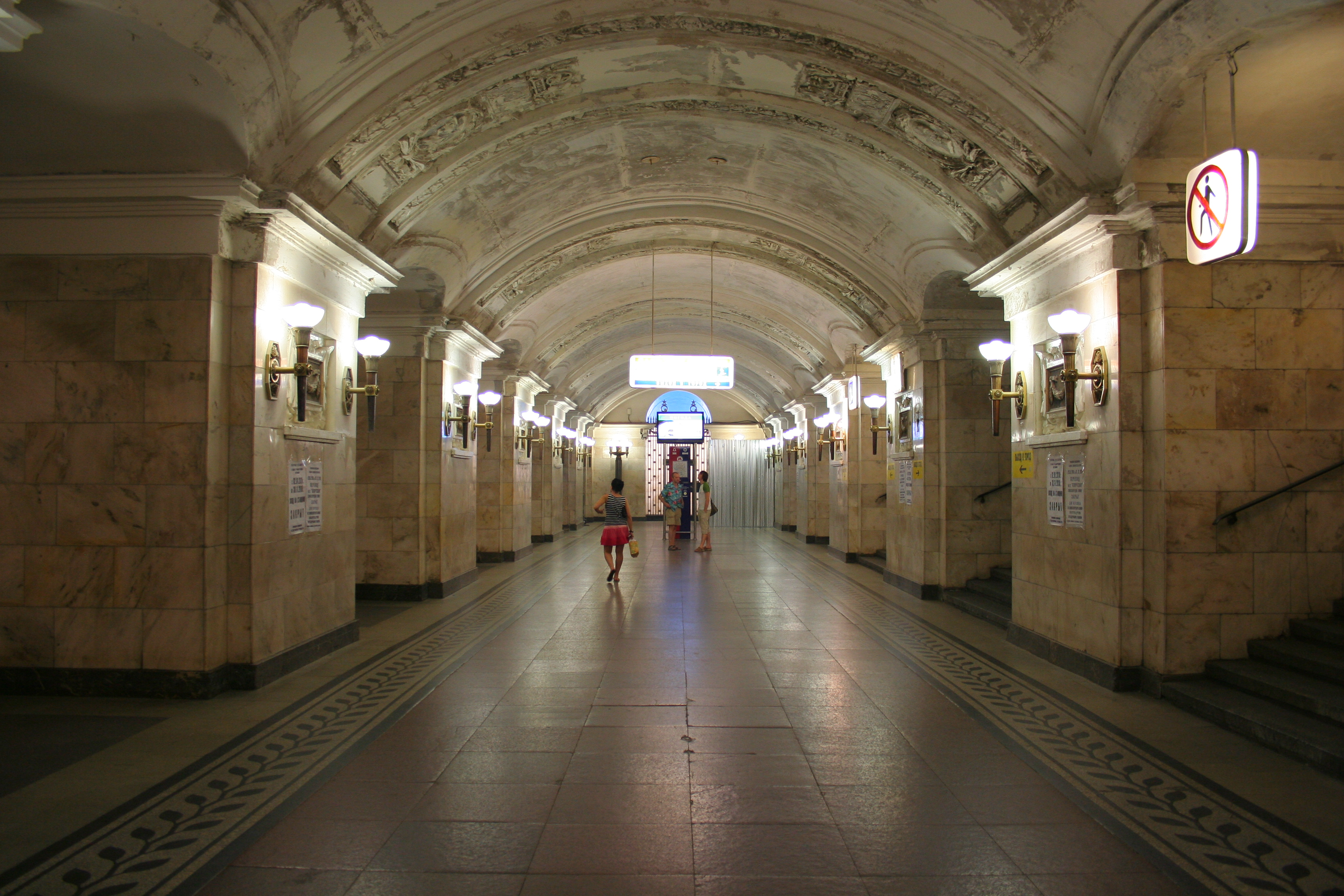
Bahnsteighalle der Oktjabrskaja

Die Station befindet sich 40 Meter unter Tage und ist parallel dem Gartenring angelegt, unter dem sie sich befindet. Namensgebend für den Bahnhof ist der frühere Name des Platzes an der Kreuzung des Gartenrings mit der Ausfallstraße „Lenin-Prospekt“. Wie viele andere Straßen und Plätze der ehemaligen Sowjetunion war er in Andenken an die Oktoberrevolution benannt und hieß deshalb bis in die 1990er-Jahre hinein Oktjabrskaja ploschtschad, wörtlich also „Oktoberplatz“. Inzwischen heißt der Platz Kaluschskaja ploschtschad („Kalugaer Platz“), die Metrostation ist hingegen bis heute nicht anderweitig benannt worden. Allerdings hieß sie bis 1961 nach dem historischen Platznamen Kaluschskaja – 1974 wurde dieser Name an eine andere weiter stadtauswärts liegende Station der Kaluschsko-Rischskaja-Linie vergeben.
Die Station Oktjabrskaja verfügt über einen Zugang, der sich an der äußeren Gartenring-Seite in einem Vestibülgebäude befindet. Gleichzeitig bietet sie eine Umsteigemöglichkeit zur gleichnamigen Station der „orangefarbenen“ Kaluschsko-Rischskaja-Linie, deren Zugangsvestibül sich schräg gegenüber an der inneren Gartenring-Seite befindet. Fußläufig ist von Oktjabrskaja aus unter anderem der Gorki-Park am Ufer der Moskwa sowie das historische Stadtviertel Jakimanka, welches zum denkmalgeschützten Gebiet südlich der Moskwa (Samoskworetschje) zählt. Außerdem befindet sich in der Nähe der Oktjabrskaja ein historisches Straßenbahndepot, das bis heute in Betrieb ist.

## Architektur
Das Vestibülgebäude ist, ähnlich dem der Kurskaja-Kolzewaja, im Stil eines Triumphbogens gehalten, was sich insbesondere an den reichlich ornamentierten bogenförmigen Portalen im Inneren des Bauwerks erkennen lässt. Dort befindet sich die Schalterhalle mit Zugangsschranken, von der aus Fahrtreppen zum Bahnsteig führen. Der Bahnsteig selbst ist ein optisch dreigeteilter Mittelbahnsteig, in dessen Zentralbereich mehrere Treppen zum direkten Übergang zur Kaluschsko-Rischskaja-Linie führen. Die mittlere Bahnsteighalle wird vom Gleisbereich jeweils durch eine Reihe massiver Pylonen aus bräunlich-weißem Marmor getrennt. An den Pylonen sind paarweise dekorative fackelförmige Leuchter angebracht. Das bogenförmige Gewölbe ist mit Reliefprägungen verziert, welche thematisch den Heldentaten sowjetischer Soldaten im Zweiten Weltkrieg gewidmet sind. Der Fußboden der Bahnsteighalle ist in dunkelrotem und grauem Granit ausgeführt.
Am westlichen Ende der Mittelhalle befindet sich eine ungewöhnliche architektonische Komposition, die ein wenig an einen Altar eines frühkatholischen Gotteshauses erinnert: zu sehen ist dort ein Portal, das durch ein dekoratives gusseisernes Tor abgeschlossen wird, und hinter diesem Tor eröffnet sich dem Betrachter eine  Räumlichkeit, die von oben scheinbar azurblau beleuchtet wird und deshalb auf den ersten Blick die Illusion eines farbenfrohen Tageslichteinfalls hervorruft. Schöpfer dieser Komposition war der Architekt Leonid Poljakow, der auch den Bau der gesamten Bahnsteighalle der Oktjabrskaja-Kolzewaja leitete. Während er selbst den „Altar“ lediglich als ein Mittel bezeichnete, die allgemeine Optik des U-Bahnhofs möglichst weniger „unterirdisch“ erscheinen zu lassen, wurde die Komposition von einigen seiner Zeitgenossen als ein Symbol für die „unbeschwerte (kommunistische) Zukunft“ interpretiert. Für sein realisiertes Projekt der Oktjabrskaja erhielt Poljakow den Stalinpreis.

## Sonstiges
Das Vestibül der Oktjabrskaja wurde am 2. Januar 2010 zwecks Generalüberholung für mehrere Monate geschlossen. Während der Renovierungsarbeiten konnte wochentags von 8:00 bis 9:15 Uhr nur noch von Oktjabrskaja der Kolzewaja-Linie zur Oktjabrskaja der Kaluschsko-Rischskaja-Linie, nicht jedoch in umgekehrter Richtung, umgestiegen werden. Auch der Zugang zur letzteren arbeitete aus Kapazitätsgründen nur eingeschränkt – wochentags von 8:00 bis 9:15 Uhr war nur der Ausgang möglich.
Die Wiedereröffnung des Zugangs, der u. a. neue Fahrtreppen und Ticketschranken erhalten hat, erfolgte am 15. November 2010.